# Seconda Divisione 1938-1939
La Seconda Divisione 1938-1939 è stato il secondo e ultimo torneo a carattere regionale di quell’edizione del campionato italiano di calcio.
La gestione di questo campionato era affidata ai Direttori Regionali, che li organizzavano autonomamente, con la possibilità di ripartire le squadre su più gironi tenendo in alta considerazione le distanze chilometriche, le strade di principale comunicazione e i mezzi di trasporto dell'epoca.

## Piemonte
Direttorio I Zona (Piemonte).

### Girone unico

#### Squadre partecipanti
| Squadra                         | Città (provincia) | Stagione precedente |
| ------------------------------- | ----------------- | ------------------- |
| U.S. Ardita                     | Torino            |                     |
| U.S. Biellese (C = allievi)     | Biella (VC)       |                     |
| Cigliano                        | Cigliano (VC)     |                     |
| D.A. F.I.A.T. (B = riserve)     | Torino            |                     |
| G.S. F.G.C. Ivrea (B = riserve) | Ivrea (TO)        |                     |
| F.C. Juventus (C = allievi)     | Torino            |                     |
| G.S. Leumann                    | Torino            |                     |
| U.S. Pro Vercelli (C = allievi) | Vercelli          |                     |

#### Classifica finale
|  | Pos. | Squadra        | Pt | G  | V | N | P | GF | GS | QR |
|  | ---- | -------------- | -- | -- | - | - | - | -- | -- | -- |
|  | 1.   | Juventus C     | 16 | 12 |   |   |   |    |    |    |
|  | 2.   | Pro Vercelli C | 16 | 12 |   |   |   |    |    |    |
|  | 3.   | Biellese C     | 15 | 14 |   |   |   |    |    |    |
|  | 4.   | Leumann        | 13 | 13 |   |   |   |    |    |    |
|  | 5.   | FIAT B         | 12 | 12 |   |   |   |    |    |    |
|  | 6.   | Ardita         | 11 | 12 |   |   |   |    |    |    |
|  | 7.   | Cigliano       | 9  | 12 |   |   |   |    |    |    |
|  | 8.   | Ivrea B        | 8  | 13 |   |   |   |    |    |    |

Legenda:
      Campione piemontese di Seconda Divisione.
Regolamento:
Due punti a vittoria, uno a pareggio, zero a sconfitta.
Quoziente reti in caso di pari punti, per qualsiasi posizione di classifica.
Note:
Classifica incompleta (diverse gare qui mancanti ma disputate).

## Lombardia
Direttorio II Zona (Lombardia).

### Girone A

#### Squadre partecipanti
| Squadra                                  | Città (provincia)         | Stagione precedente |
| ---------------------------------------- | ------------------------- | ------------------- |
| U.S. Ardens (B = riserve)                | Bergamo                   |                     |
| Atalanta Bergamasca Calcio (C = allievi) | Bergamo                   |                     |
| Dop. Chiari                              | Chiari (BS)               |                     |
| U.S. Pontogliese                         | Pontoglio (BS)            |                     |
| G.S.F. Pro Palazzolo                     | Palazzolo sull'Oglio (BS) |                     |
| S.S. Pro Ponte (B = riserve)             | Ponte San Pietro (BG)     |                     |
| Dop. Az. Cartiere Pigna (B = riserve)    | Alzano Lombardo (BG)      |                     |
| A.S. Trezzo (B = riserve)                | Trezzo sull'Adda (MI)     |                     |

#### Classifica finale
|  | Pos. | Squadra       | Pt | G | V | N | P | GF | GS | QR    |
|  | ---- | ------------- | -- | - | - | - | - | -- | -- | ----- |
|  | 1.   | Pro Palazzolo | ?  | ? | ? | ? | ? | ?  | ?  | ?,??? |
|  | 2.   | Sconosciuta   | ?  | ? | ? | ? | ? | ?  | ?  | ?,??? |
|  | 3.   | Sconosciuta   | ?  | ? | ? | ? | ? | ?  | ?  | ?,??? |
|  | 4.   | Sconosciuta   | ?  | ? | ? | ? | ? | ?  | ?  | ?,??? |
|  | 5.   | Sconosciuta   | ?  | ? | ? | ? | ? | ?  | ?  | ?,??? |
|  | 6.   | Sconosciuta   | ?  | ? | ? | ? | ? | ?  | ?  | ?,??? |
|  | 7.   | Sconosciuta   | ?  | ? | ? | ? | ? | ?  | ?  | ?,??? |
|  | 8.   | Sconosciuta   | ?  | ? | ? | ? | ? | ?  | ?  | ?,??? |

Legenda:
      Ammesso alle finali regionali.
Regolamento:
Due punti a vittoria, uno a pareggio, zero a sconfitta.
Quoziente reti in caso di pari punti, per qualsiasi posizione di classifica.

### Girone B

#### Squadre partecipanti
| Squadra                          | Città (provincia)       | Stagione precedente |
| -------------------------------- | ----------------------- | ------------------- |
| U.S. Bellanese                   | Bellano (CO)            |                     |
| G.S. Ernesto Breda (B = riserve) | Sesto San Giovanni (MI) |                     |
| Dop, Redaelli                    | Dervio (CO)             |                     |
| Dop. Az. Moto Guzzi              | Mandello del Lario (CO) |                     |
| U.S. Olginatese                  | Olginate (CO)           |                     |
| Dop. Singer (B = riserve)        | Monza (MI)              |                     |
| Sondrio Sportiva                 | Sondrio                 |                     |
| U.S. Tiranese                    | Tirano (SO)             |                     |

#### Classifica finale
|  | Pos. | Squadra    | Pt | G  | V  | N | P | GF | GS | QR    |
|  | ---- | ---------- | -- | -- | -- | - | - | -- | -- | ----- |
|  | 1.   | Olginatese | 23 | 14 | 11 | 1 | 2 | 43 | 13 | 3,308 |
|  | 2.   | Breda B    | 18 | 14 | ?  | ? | ? | ?  | ?  | ?,??? |
|  | 3.   | Sondrio    | 18 | 14 | ?  | ? | ? | ?  | ?  | ?,??? |
|  | 4.   | Tiranese   | 16 | 14 | ?  | ? | ? | ?  | ?  | ?,??? |
|  | 5.   | Singer B   | 13 | 14 | ?  | ? | ? | ?  | ?  | ?,??? |
|  | 6.   | Bellanese  | 11 | 14 | ?  | ? | ? | ?  | ?  | ?,??? |
|  | 7.   | Moto Guzzi | 11 | 14 | ?  | ? | ? | ?  | ?  | ?,??? |
|  | 8.   | Redaelli   | 3  | 14 | ?  | ? | ? | ?  | ?  | ?,??? |

Legenda:
      Ammesso alle finali regionali.
Regolamento:
Due punti a vittoria, uno a pareggio, zero a sconfitta.
Quoziente reti in caso di pari punti, per qualsiasi posizione di classifica.

### Girone C

#### Squadre partecipanti
| Squadra                            | Città (provincia)          | Stagione precedente |
| ---------------------------------- | -------------------------- | ------------------- |
| Dop. Barlassinese                  | Barlassina (MI)            |                     |
| A.S. Bollatese                     | Bollate (MI)               |                     |
| G.S. Cernuschese                   | Cernusco sul Naviglio (MI) |                     |
| A.S. Como (C=allievi)              | Como                       |                     |
| A.S. Impero                        | Mariano Comense (CO)       |                     |
| S.S. La Folgore (B = riserve)      | Cesano Maderno (MI)        |                     |
| Dop. Officine Meroni (B = riserve) | Erba (CO)                  |                     |
| U.S. Vimercatese                   | Vimercate (MI)             |                     |

#### Classifica finale
|  | Pos. | Squadra     | Pt | G | V | N | P | GF | GS | QR    |
|  | ---- | ----------- | -- | - | - | - | - | -- | -- | ----- |
|  | 1.   | Sconosciuta | ?  | ? | ? | ? | ? | ?  | ?  | ?,??? |
|  | 2.   | Sconosciuta | ?  | ? | ? | ? | ? | ?  | ?  | ?,??? |
|  | 3.   | Sconosciuta | ?  | ? | ? | ? | ? | ?  | ?  | ?,??? |
|  | 4.   | Sconosciuta | ?  | ? | ? | ? | ? | ?  | ?  | ?,??? |
|  | 5.   | Sconosciuta | ?  | ? | ? | ? | ? | ?  | ?  | ?,??? |
|  | 6.   | Sconosciuta | ?  | ? | ? | ? | ? | ?  | ?  | ?,??? |
|  | 7.   | Sconosciuta | ?  | ? | ? | ? | ? | ?  | ?  | ?,??? |
|  | 8.   | Sconosciuta | ?  | ? | ? | ? | ? | ?  | ?  | ?,??? |

Legenda:
      Ammesso alle finali regionali.
Regolamento:
Due punti a vittoria, uno a pareggio, zero a sconfitta.
Quoziente reti in caso di pari punti, per qualsiasi posizione di classifica.

### Girone D

#### Squadre partecipanti
| Squadra                   | Città (provincia)    | Stagione precedente |
| ------------------------- | -------------------- | ------------------- |
| F.G.C. Tradate            | Tradate (VA)         |                     |
| Filatura                  | Turate (CO)          |                     |
| G.I.L. Laveno Mombello    | Laveno Mombello (VA) |                     |
| G.I.L. Parabiago          | Parabiago (MI)       |                     |
| A.C. Luino                | Luino (VA)           |                     |
| A.S. Pro Gavirate         | Gavirate (VA)        |                     |
| Calciatori Saronnesi 1933 | Saronno (VA)         |                     |
| Dop. Comunale Turbigo     | Turbigo (MI)         |                     |

#### Classifica finale
|  | Pos. | Squadra     | Pt | G | V | N | P | GF | GS | QR    |
|  | ---- | ----------- | -- | - | - | - | - | -- | -- | ----- |
|  | 1.   | Luino       | ?  | ? | ? | ? | ? | ?  | ?  | ?,??? |
|  | 2.   | Sconosciuta | ?  | ? | ? | ? | ? | ?  | ?  | ?,??? |
|  | 3.   | Sconosciuta | ?  | ? | ? | ? | ? | ?  | ?  | ?,??? |
|  | 4.   | Sconosciuta | ?  | ? | ? | ? | ? | ?  | ?  | ?,??? |
|  | 5.   | Sconosciuta | ?  | ? | ? | ? | ? | ?  | ?  | ?,??? |
|  | 6.   | Sconosciuta | ?  | ? | ? | ? | ? | ?  | ?  | ?,??? |
|  | 7.   | Sconosciuta | ?  | ? | ? | ? | ? | ?  | ?  | ?,??? |
|  | 8.   | Sconosciuta | ?  | ? | ? | ? | ? | ?  | ?  | ?,??? |

Legenda:
      Ammesso alle finali regionali.
Regolamento:
Due punti a vittoria, uno a pareggio, zero a sconfitta.
Quoziente reti in caso di pari punti, per qualsiasi posizione di classifica.

### Girone E

#### Squadre partecipanti
| Squadra                           | Città (provincia)        | Stagione precedente |
| --------------------------------- | ------------------------ | ------------------- |
| A.C. Abbiategrasso                | Abbiategrasso (MI)       |                     |
| Dop. Az. Alfa Romeo (C = allievi) | Milano                   |                     |
| Dop. Az. Falck (B = riserve)      | Sesto San Giovanni (MI)  |                     |
| G.S. 9 Maggio                     | Vigevano (PV)            |                     |
| U.S. Medese                       | Mede (PV)                |                     |
| Dop. Az. Pirelli (B = riserve)    | Milano-Bicocca           |                     |
| Robbio                            | Robbio (PV)              |                     |
| U.S. Sartiranese                  | Sartirana Lomellina (PV) |                     |

#### Classifica finale
|  | Pos. | Squadra     | Pt | G | V | N | P | GF | GS | QR    |
|  | ---- | ----------- | -- | - | - | - | - | -- | -- | ----- |
|  | 1.   | Pirelli B   | ?  | ? | ? | ? | ? | ?  | ?  | ?,??? |
|  | 2.   | Sconosciuta | ?  | ? | ? | ? | ? | ?  | ?  | ?,??? |
|  | 3.   | Sconosciuta | ?  | ? | ? | ? | ? | ?  | ?  | ?,??? |
|  | 4.   | Sconosciuta | ?  | ? | ? | ? | ? | ?  | ?  | ?,??? |
|  | 5.   | Sconosciuta | ?  | ? | ? | ? | ? | ?  | ?  | ?,??? |
|  | 6.   | Sconosciuta | ?  | ? | ? | ? | ? | ?  | ?  | ?,??? |
|  | 7.   | Sconosciuta | ?  | ? | ? | ? | ? | ?  | ?  | ?,??? |
|  | 8.   | Sconosciuta | ?  | ? | ? | ? | ? | ?  | ?  | ?,??? |

Legenda:
      Ammesso alle finali regionali.
Regolamento:
Due punti a vittoria, uno a pareggio, zero a sconfitta.
Quoziente reti in caso di pari punti, per qualsiasi posizione di classifica.

### Girone F

#### Squadre partecipanti
| Squadra                                    | Città (provincia)            | Stagione precedente |
| ------------------------------------------ | ---------------------------- | ------------------- |
| A.C. 18 Novembre                           | Milano                       |                     |
| S.S. Alleanza                              | Milano                       |                     |
| Dop. Sez.Calcio Casalpusterlengo           | Casalpusterlengo (MI)        |                     |
| A.C. Codogno (B = riserve)                 | Codogno (MI)                 |                     |
| A.S. Fanfulla (C = allievi)                | Lodi (MI)                    |                     |
| U.S. Melegnanese-Ind.Chimica (B = riserve) | Melegnano (MI)               |                     |
| U.S. Sancolombanese                        | San Colombano al Lambro (MI) |                     |
| Sant'Angelo Sportiva                       | Sant'Angelo Lodigiano (MI)   |                     |

#### Classifica finale
|  | Pos. | Squadra                 | Pt | G  | V  | N | P | GF | GS | QR |
|  | ---- | ----------------------- | -- | -- | -- | - | - | -- | -- | -- |
|  | 1.   | Casalpusterlengo        | 22 | 14 | 10 | 2 | 2 | 30 | 12 |    |
|  | 2.   | Sant'Angelo             | 18 | 14 | 8  | 2 | 4 | 41 | 18 |    |
|  | 3.   | 18 Novembre             | 17 | 14 | 7  | 3 | 4 | 30 | 16 |    |
|  | 4.   | Codogno B               | 15 | 14 | 7  | 1 | 6 | 34 | 28 |    |
|  | 5.   | Fanfulla C              | 14 | 14 | 5  | 4 | 5 | 28 | 28 |    |
|  | 6.   | Melegnanese I.C. B (-1) | 10 | 14 | 3  | 5 | 6 | 20 | 28 |    |
|  | 7.   | Sancolombanese          | 8  | 14 | 3  | 2 | 9 | 12 | 43 |    |
|  | 8.   | Alleanza                | 7  | 14 | 2  | 3 | 9 | 16 | 38 |    |

Legenda:
      Ammesso alle finali regionali.
Regolamento:
Due punti a vittoria, uno a pareggio, zero a sconfitta.
Quoziente reti in caso di pari punti, per qualsiasi posizione di classifica.
Note:
Melegnanese I.C. B ha scontato 1 punto di penalizzazione in classifica per una rinuncia.

### Girone semifinale A

#### Classifica finale
|  | Pos. | Squadra       | Pt       | G | V | N | P | GF | GS | QR |
|  | ---- | ------------- | -------- | - | - | - | - | -- | -- | -- |
|  | 1.   | Olginatese    | 2        | 2 | 1 | 0 | 1 | 4  | 4  | 0  |
|  | 1.   | Pro Palazzolo | 2        | 2 | 1 | 0 | 1 | 4  | 4  | 0  |
|  | 3.   | Sconosciuta   | Ritirato |   |   |   |   |    |    |    |

Legenda:
      Ammesso alla finale dopo spareggio.
Regolamento:
Due punti a vittoria, uno a pareggio, zero a sconfitta.
Quoziente reti in caso di pari punti, per qualsiasi posizione di classifica.

### Calendario
|               | Risultati |               | Luogo e data                        |
| ------------- | --------- | ------------- | ----------------------------------- |
| Olginatese    | 2 - 1     | Pro Palazzolo | Olginate, 30 aprile 1939            |
| Pro Palazzolo | 3 - 2     | Olginatese    | Palazzolo sull'Oglio, 7 maggio 1939 |
|               |           |               |                                     |

#### Spareggio qualificazione
|               | Risultato |            | Luogo e data            |
| ------------- | --------- | ---------- | ----------------------- |
| Pro Palazzolo | 1 - 2     | Olginatese | Bergamo, 28 maggio 1939 |
|               |           |            |                         |

### Girone semifinale B

#### Classifica finale
|  | Pos. | Squadra          | Pt | G | V | N | P | GF | GS | QR    |
|  | ---- | ---------------- | -- | - | - | - | - | -- | -- | ----- |
|  | 1.   | Luino            | ?  | ? | ? | ? | ? | ?  | ?  | ?,??? |
|  | ?.   | Pirelli B        | ?  | ? | ? | ? | ? | ?  | ?  | ?,??? |
|  | ?.   | Casalpusterlengo | ?  | ? | ? | ? | ? | ?  | ?  | ?,??? |

Legenda:
      Ammesso alla finale.
Regolamento:
Due punti a vittoria, uno a pareggio, zero a sconfitta.
Quoziente reti in caso di pari punti, per qualsiasi posizione di classifica.

### Finale
|            | Risultati |            | Luogo e data             |
| ---------- | --------- | ---------- | ------------------------ |
| Luino      | 2 - 1     | Olginatese | Luino, 11 giugno 1939    |
| Olginatese | 1 - 2     | Luino      | Olginate, 18 giugno 1939 |
|            |           |            |                          |

### Verdetti finali
- Il Luino è campione lombardo di Seconda Divisione e promosso in Prima Divisione.
- L'Olginatese è promossa in Prima Divisione.
- Il Pro Palazzolo è promossa in Prima Divisione

## Veneto
Direttorio III Zona (Veneto).

### Girone unico

#### Squadre partecipanti
| Squadra                      | Città (provincia)        | Stagione precedente |
| ---------------------------- | ------------------------ | ------------------- |
| U.S. Bassanello              | Padova                   |                     |
| G.S. Giorgione               | Castelfranco Veneto (TV) |                     |
| F.G.C. Mirano                | Mirano (VE)              |                     |
| A.S. "Giovanni Monti"        | Cavarzere (VE)           |                     |
| Dop. Az. Pellizzari          | Arzignano (VI)           |                     |
| G.A. "F. Petrarca"           | Padova                   |                     |
| A.C. “Giovane Italia”        | Polesella (RO)           |                     |
| G.R.F "E. Scapin"            | Padova                   |                     |
| A.C. Schio (B = riserve)     | Schio (VI)               |                     |
| A.F.C. Venezia (C = allievi) | Venezia                  |                     |

#### Classifica finale
|  | Pos. | Squadra              | Pt      | G  | V  | N | P  | GF | GS | QR    |
|  | ---- | -------------------- | ------- | -- | -- | - | -- | -- | -- | ----- |
|  | 1.   | G. Monti             | 25      | 17 | 11 | 3 | 3  | 59 | 21 | 2,809 |
|  | 2.   | FGC Mirano           | 25      | 17 | 11 | 3 | 3  | 40 | 26 | 1,538 |
|  | 3.   | E. Scapin            | 21      | 17 | 9  | 3 | 5  | 38 | 21 |       |
|  | 4.   | Venezia C            | 20      | 17 | 8  | 4 | 5  | 42 | 25 | 1,680 |
|  | 5.   | Bassanello           | 20      | 17 | 8  | 4 | 5  | 31 | 21 | 1,476 |
|  | 6.   | Giorgione            | 16      | 17 | 7  | 2 | 8  | 22 | 29 |       |
|  | 7.   | Pellizzari Arzignano | 15      | 17 | 7  | 1 | 9  | 48 | 38 |       |
|  | 8.   | Petrarca             | 8       | 17 | 2  | 4 | 11 | 24 | 59 |       |
|  | 9.   | Schio B (-1)         | 6       | 17 | 2  | 3 | 12 | 17 | 56 |       |
|  | --   | Giovane Italia       | Escluso |    |    |   |    |    |    |       |

Legenda:
      Ammesso alle finali regionali.
Regolamento:
Due punti a vittoria, uno a pareggio, zero a sconfitta.
Quoziente reti in caso di pari punti, per qualsiasi posizione di classifica.
Note:
Schio B ha scontato 1 punto di penalizzazione in classifica per una rinuncia.

## Venezia Tridentina
Direttorio IV Zona (Venezia Tridentina = Trentino-Alto Adige).

## Venezia Giulia
Direttorio V Zona (Venezia Giulia).

### Girone unico

#### Squadre partecipanti
| Squadra                                        | Città (provincia)   | Stagione precedente |
| ---------------------------------------------- | ------------------- | ------------------- |
| Sez. Calcio Dop.Az. A.R.S.A. (B = riserve)     | Arsia (PL)          |                     |
| Ampelea - D.A. Conservifici S.A. (B = riserve) | Isola d'Istria (PL) |                     |
| Dop. Az. C.R.D.A. (B = riserve)                | Monfalcone (TS)     |                     |
| S.C. Federico Riosa                            | Rovigno (PL)        |                     |
| U.S. Fiumana (B = riserve)                     | Fiume               |                     |
| A.C. Fortitudo                                 | Trieste             |                     |
| G.S. Giovanni Grion (B = riserve)              | Pola                |                     |
| S.S. Ponziana (B = riserve)                    | Trieste             |                     |
| A.S. Pro Gorizia (B = riserve)                 | Gorizia             |                     |
| U.S. Triestina (B = riserve)                   | Trieste             |                     |

#### Classifica finale
|  | Pos. | Squadra            | Pt | G  | V  | N | P  | GF | GS | QR    |
|  | ---- | ------------------ | -- | -- | -- | - | -- | -- | -- | ----- |
|  | 1.   | Triestina C        | 27 | 18 | 12 | 3 | 3  | 38 | 13 | 2,923 |
|  | 2.   | CRDA Monfalcone B  | 27 | 18 | 12 | 3 | 3  | 36 | 13 | 2,769 |
|  | 3.   | Arsa B             | 23 | 18 | 11 | 1 | 6  | 35 | 21 |       |
|  | 4.   | Riosa              | 20 | 18 | 9  | 2 | 7  | 36 | 29 |       |
|  | 5.   | Fiumana B          | 19 | 18 | 9  | 1 | 8  | 39 | 23 |       |
|  | 6.   | Ponziana B         | 16 | 18 | 7  | 2 | 9  | 34 | 45 |       |
|  | 7.   | Ampelea B          | 15 | 17 | 6  | 3 | 9  | 30 | 36 |       |
|  | 8.   | Grion Pola B       | 14 | 18 | 5  | 4 | 9  | 25 | 42 |       |
|  | 9.   | Pro Gorizia B (-1) | 10 | 18 | 5  | 1 | 12 | 23 | 45 |       |
|  | 10.  | Fortitudo Trieste  | 8  | 18 | 2  | 4 | 12 | 8  | 37 |       |

Legenda:
      Campione giuliano di Seconda Divisione.
Regolamento:
Due punti a vittoria, uno a pareggio, zero a sconfitta.
Quoziente reti in caso di pari punti, per qualsiasi posizione di classifica.
Note:
Pro Gorizia B ha scontato 1 punto di penalizzazione in classifica per una rinuncia.

## Liguria
Direttorio VI Zona (Liguria).

## Emilia
Direttorio VII Zona (Emilia).

### Girone A

#### Squadre partecipanti
| Squadra                           | Città (provincia)              | Stagione precedente |
| --------------------------------- | ------------------------------ | ------------------- |
| G.S.F. Bagnolese                  | Bagnolo in Piano (RE)          |                     |
| G.S.F. Gonzaga                    | Gonzaga (MN)                   |                     |
| U.S. Governolese                  | Governolo di Roncoferraro (MN) |                     |
| S.S. Libertas                     | Mantova                        |                     |
| A.C. Mantova (B = riserve)        | Mantova                        |                     |
| U.S. Mirandolese sez. calcio      | Mirandola (MO)                 |                     |
| G.I.L. Moglia                     | Moglia (MN)                    |                     |
| Pol. Ostigliese                   | Ostiglia (MN)                  |                     |
| Soc. Pro Calcio                   | Guastalla (RE)                 |                     |
| A.C. Tullio Scardovelli           | San Benedetto Po (MN)          |                     |
| G.I.L. Sez. Calcio "F. Bavelloni" | Sermide (MN)                   |                     |
| G.I.L. Suzzara                    | Suzzara (MN)                   |                     |

#### Classifica finale
|  | Pos. | Squadra               | Pt | G  | V  | N | P  | GF | GS | QR    |
|  | ---- | --------------------- | -- | -- | -- | - | -- | -- | -- | ----- |
|  | 1.   | Pro Calcio Guastalla  | 30 | 22 | 13 | 4 | 5  | 58 | 36 | 1,611 |
|  | 2.   | Tullio Scardovelli    | 30 | 22 | 14 | 2 | 6  | 39 | 26 | 1,500 |
|  | 3.   | Ostigliese            | 28 | 22 | 12 | 4 | 6  | 57 | 26 |       |
|  | 4.   | Governolese           | 27 | 22 | 12 | 3 | 7  | 46 | 29 |       |
|  | 5.   | Mantova B (-1)        | 24 | 22 | 10 | 5 | 7  | 40 | 34 | 1,176 |
|  | 6.   | GIL Bavelloni Sermide | 24 | 22 | 11 | 2 | 9  | 41 | 44 | 0,931 |
|  | 7.   | Bagnolese             | 23 | 22 | 9  | 5 | 8  | 36 | 29 |       |
|  | 8.   | GIL Suzzara           | 20 | 22 | 8  | 4 | 10 | 35 | 34 |       |
|  | 9.   | Gonzaga               | 19 | 22 | 5  | 9 | 8  | 37 | 37 |       |
|  | 10.  | Mirandolese           | 16 | 22 | 7  | 2 | 13 | 24 | 50 |       |
|  | 11.  | GIL Moglia            | 11 | 22 | 3  | 5 | 14 | 25 | 60 | 0,416 |
|  | 12.  | Libertas              | 11 | 22 | 3  | 5 | 14 | 18 | 52 | 0,346 |

Legenda:
      Ammesso alle finali regionali.
Regolamento:
Due punti a vittoria, uno a pareggio, zero a sconfitta.
Quoziente reti in caso di pari punti.
Note:
Mantova B ha scontato 1 punto di penalizzazione in classifica per una rinuncia.

### Girone B

#### Squadre partecipanti
| Squadra                         | Città (provincia)  | Stagione precedente |
| ------------------------------- | ------------------ | ------------------- |
| S.C. Walter Branchi             | Felino (PR)        |                     |
| A.C. Carpi (B = riserve)        | Carpi (MO)         |                     |
| Pol. Fidentina Fascista         | Fidenza (PR)       |                     |
| F.C. Finale                     | Finale Emilia (MO) |                     |
| Gardeina                        | Reggio Emilia      |                     |
| A.S. Langhiranese               | Langhirano (PR)    |                     |
| Gruppo Calciatori O.N.D.        | Sala Baganza (PR)  |                     |
| Comando G.I.L. Sezione Sportiva | Sant'Agostino (FE) |                     |

#### Classifica finale
|  | Pos. | Squadra       | Pt | G  | V  | N | P  | GF | GS | QR    |
|  | ---- | ------------- | -- | -- | -- | - | -- | -- | -- | ----- |
|  | 1.   | Fidentina     | 24 | 13 | 11 | 2 | 0  | 40 | 8  |       |
|  | 2.   | Langhiranese  | 19 | 14 | 8  | 3 | 3  | 33 | 13 |       |
|  | 3.   | Sala          | 16 | 14 | 7  | 2 | 5  | 24 | 23 |       |
|  | 4.   | Finale Emilia | 15 | 12 | 5  | 5 | 2  | 20 | 14 |       |
|  | 5.   | Felino        | 11 | 14 | 3  | 5 | 6  | 18 | 25 |       |
|  | 6.   | Carpi B       | 8  | 12 | 3  | 2 | 7  | 16 | 26 | ?,??? |
|  | 7.   | Sant'Agostino | 8  | 13 | 3  | 2 | 8  | 13 | 22 | ?,??? |
|  | 8.   | Gardenia (-1) | 4  | 14 | 1  | 3 | 10 | 15 | 48 |       |

Legenda:
      Ammesso alle finali regionali.
Regolamento:
Due punti a vittoria, uno a pareggio, zero a sconfitta.
Quoziente reti in caso di pari punti, per qualsiasi posizione di classifica.
Note:
Gardenia ha scontato 1 punto di penalizzazione in classifica per una rinuncia.
Classifica incompleta (diverse gare qui mancanti ma disputate).

### Girone C

#### Squadre partecipanti
| Squadra                       | Città (provincia)      | Stagione precedente |
| ----------------------------- | ---------------------- | ------------------- |
| G.S. Comacchiese              | Comacchio (FE)         |                     |
| D.A. Berco Copparo            | Copparo (FE)           |                     |
| S.S. Iolanda                  | Jolanda di Savoia (FE) |                     |
| S.S. Mario Modena             | Ostellato (FE)         |                     |
| Portuense                     | Portomaggiore (FE)     |                     |
| U.S. Desiderato Rolfini       | Lagosanto (FE)         |                     |
| S.P.A.L. (B = riserve)        | Ferrara                |                     |
| G.S. "Massimiliano Tamburini" | Massa Fiscaglia (FE)   |                     |
| Dop. Sportivo Tresigallo      | Tresigallo (FE)        |                     |

#### Classifica finale
|  | Pos. | Squadra     | Pt | G | V | N | P | GF | GS | QR    |
|  | ---- | ----------- | -- | - | - | - | - | -- | -- | ----- |
|  | 1.   | Copparo     | ?  | ? | ? | ? | ? | ?  | ?  | ?,??? |
|  | 2.   | Sconosciuta | ?  | ? | ? | ? | ? | ?  | ?  | ?,??? |
|  | 3.   | Sconosciuta | ?  | ? | ? | ? | ? | ?  | ?  | ?,??? |
|  | 4.   | Sconosciuta | ?  | ? | ? | ? | ? | ?  | ?  | ?,??? |
|  | 5.   | Sconosciuta | ?  | ? | ? | ? | ? | ?  | ?  | ?,??? |
|  | 6.   | Sconosciuta | ?  | ? | ? | ? | ? | ?  | ?  | ?,??? |
|  | 7.   | Sconosciuta | ?  | ? | ? | ? | ? | ?  | ?  | ?,??? |
|  | 8.   | Sconosciuta | ?  | ? | ? | ? | ? | ?  | ?  | ?,??? |
|  | 9.   | Sconosciuta | ?  | ? | ? | ? | ? | ?  | ?  | ?,??? |

Legenda:
      Ammesso alle finali regionali.
Regolamento:
Due punti a vittoria, uno a pareggio, zero a sconfitta.
Quoziente reti in caso di pari punti, per qualsiasi posizione di classifica.

### Girone D

#### Squadre partecipanti
| Squadra                              | Città (provincia)              | Stagione precedente |
| ------------------------------------ | ------------------------------ | ------------------- |
| Amatori Calcio                       | Bologna                        |                     |
| S.S. Budrio                          | Budrio (BO)                    |                     |
| S.S. Casalecchio                     | Casalecchio di Reno (BO)       |                     |
| Castelguelfo                         | Castelguelfo (BO)              |                     |
| U.C. Crevalcore                      | Crevalcore (BO)                |                     |
| Dop. Az. Società Bolognese Fonditori | Bologna                        |                     |
| Sez. Calcio G.I.L. Anzola            | Anzola dell'Emilia (BO)        |                     |
| U.S. Libertas (B = riserve)          | Rimini (FO)                    |                     |
| S.S. Panigale                        | Bologna-Borgo Panigale         |                     |
| S.S. Persicetana                     | San Giovanni in Persiceto (BO) |                     |
| Pro Calcio                           | Bologna                        |                     |
| Schiavio                             | Bologna                        |                     |

#### Classifica finale
|  | Pos. | Squadra     | Pt | G | V | N | P | GF | GS | QR    |
|  | ---- | ----------- | -- | - | - | - | - | -- | -- | ----- |
|  | 1.   | Panigale    | ?  | ? | ? | ? | ? | ?  | ?  | ?,??? |
|  | 2.   | Sconosciuta | ?  | ? | ? | ? | ? | ?  | ?  | ?,??? |
|  | 3.   | Sconosciuta | ?  | ? | ? | ? | ? | ?  | ?  | ?,??? |
|  | 4.   | Sconosciuta | ?  | ? | ? | ? | ? | ?  | ?  | ?,??? |
|  | 5.   | Sconosciuta | ?  | ? | ? | ? | ? | ?  | ?  | ?,??? |
|  | 6.   | Sconosciuta | ?  | ? | ? | ? | ? | ?  | ?  | ?,??? |
|  | 7.   | Sconosciuta | ?  | ? | ? | ? | ? | ?  | ?  | ?,??? |
|  | 8.   | Sconosciuta | ?  | ? | ? | ? | ? | ?  | ?  | ?,??? |
|  | 9.   | Sconosciuta | ?  | ? | ? | ? | ? | ?  | ?  | ?,??? |
|  | 10.  | Sconosciuta | ?  | ? | ? | ? | ? | ?  | ?  | ?,??? |
|  | 11.  | Sconosciuta | ?  | ? | ? | ? | ? | ?  | ?  | ?,??? |
|  | 12.  | Sconosciuta | ?  | ? | ? | ? | ? | ?  | ?  | ?,??? |

Legenda:
      Ammesso alle finali.
Regolamento:
Due punti a vittoria, uno a pareggio, zero a sconfitta.
Pari merito in caso di pari punti se non in zona promozione/finali.

### Girone finale

#### Classifica finale
|  | Pos. | Squadra              | Pt | G | V | N | P | GF | GS | QR    |
|  | ---- | -------------------- | -- | - | - | - | - | -- | -- | ----- |
|  | 1.   | Panigale             | 7  | 6 | 3 | 1 | 2 | 11 | 7  |       |
|  | 2.   | Fidentina            | 6  | 6 | 3 | 0 | 3 | 11 | 8  | 1,375 |
|  | 3.   | Pro Calcio Guastalla | 6  | 6 | 3 | 0 | 3 | 8  | 19 | 0,421 |
|  | 4.   | Copparo              | 6  | 5 | 2 | 1 | 3 | 14 | 10 |       |

Legenda:
      Campione emiliano di Seconda Divisione.
Regolamento:
Due punti a vittoria, uno a pareggio, zero a sconfitta.
Quoziente reti in caso di pari punti, per qualsiasi posizione di classifica.

### Verdetti finali
- Il Panigale è campione emiliano di Seconda Divisione e promosso in Prima Divisione.
- La Pro Calcio Guastalla è promossa in Prima Divisione.

## Toscana
Direttorio VIII Zona (Toscana).

### Girone A

#### Squadre partecipanti
| Squadra                                    | Città (provincia)          | Stagione precedente |
| ------------------------------------------ | -------------------------- | ------------------- |
| U.S. Arezzo (B = riserve)                  | Arezzo                     |                     |
| G.R.F. Vincenzo Benini (B = riserve)       | Firenze                    |                     |
| U.S. Borgo San Lorenzo                     | Borgo San Lorenzo (FI)     |                     |
| S.S. Castelfiorentino                      | Castelfiorentino (FI)      |                     |
| S.S. Campi Bisenzio                        | Campi Bisenzio (FI)        |                     |
| C.S.F. Peretola                            | Firenze-Peretola           |                     |
| U.S. Pontassieve (B = riserve)             | Pontassieve (FI)           |                     |
| A.C. Prato (B = riserve)                   | Prato (FI)                 |                     |
| D.S.C. San Giovanni Valdarno (B = riserve) | San Giovanni Valdarno (AR) |                     |
| S.S. San Piero Agliana                     | San Piero di Agliana (PT)  |                     |

#### Classifica finale
|  | Pos. | Squadra               | Pt       | G  | V  | N | P  | GF | GS | QR    |
|  | ---- | --------------------- | -------- | -- | -- | - | -- | -- | -- | ----- |
|  | 1.   | Peretola              | 28       | 17 | 13 | 2 | 2  | 53 | 23 |       |
|  | 2.   | Prato B               | 21       | 17 | 8  | 5 | 4  | 47 | 21 | 2,238 |
|  | 3.   | San Piero Agliana     | 21       | 17 | 9  | 3 | 5  | 36 | 26 | 1,384 |
|  | 4.   | Castelfiorentino      | 18       | 17 | 7  | 4 | 6  | 34 | 29 | 1,172 |
|  | 5.   | Borgo San Lorenzo     | 18       | 17 | 7  | 4 | 6  | 22 | 31 | 0,709 |
|  | 7.   | Campi Bisenzio        | 15       | 17 | 7  | 1 | 9  | 31 | 49 |       |
|  | 6.   | Vincenzo Benini B     | 12       | 17 | 4  | 4 | 9  | 26 | 40 |       |
|  | 8.   | Arezzo B              | 10       | 17 | 4  | 2 | 11 | 25 | 31 |       |
|  | 9.   | San Giovanni Valdarno | 9        | 17 | 4  | 1 | 12 | 25 | 31 |       |
|  | --   | Pontassieve           | Ritirata |    |    |   |    |    |    |       |

Legenda:
      Ammesso alle finali regionali.
Regolamento:
Due punti a vittoria, uno a pareggio, zero a sconfitta.
Quoziente reti in caso di pari punti, per qualsiasi posizione di classifica.
Note:
Castelfiorentino-Borgo San Lorenzo vede punite entrambe le squadre con partita persa a tavolino.

### Girone B

#### Squadre partecipanti
| Squadra                      | Città (provincia)   | Stagione precedente |
| ---------------------------- | ------------------- | ------------------- |
| Dop. Az. C.M.A.S.A.          | Pisa-Marina di Pisa |                     |
| U.S. Grosseto (B = riserve)  | Grosseto            |                     |
| Dop. Az. Marmitalia          | Carrara (AU)        |                     |
| U.S. Orbetello (B = riserve) | Orbetello (GR)      |                     |
| A.C. Pisa (C=allievi)        | Pisa                |                     |

#### Classifica finale
|  | Pos. | Squadra          | Pt | G | V | N | P | GF | GS | QR |
|  | ---- | ---------------- | -- | - | - | - | - | -- | -- | -- |
|  | 1.   | Marmitalia       | 13 | 8 | 6 | 1 | 1 | 21 | 10 |    |
|  | 2.   | C.M.A.S.A.       | 10 | 8 | 5 | 0 | 3 | 25 | 14 |    |
|  | 3.   | Pisa C           | 8  | 8 | 4 | 0 | 4 | 20 | 25 |    |
|  | 4.   | Grosseto B       | 5  | 8 | 2 | 1 | 5 | 16 | 15 |    |
|  | 5.   | Orbetello B (-2) | 2  | 8 | 2 | 0 | 6 | 9  | 27 |    |

Legenda:
      Ammesso alle finali regionali.
Regolamento:
Due punti a vittoria, uno a pareggio, zero a sconfitta.
Quoziente reti in caso di pari punti, per qualsiasi posizione di classifica.
Note:
Orbetello B ha scontato 2 punti di penalizzazione in classifica per due rinunce.

### Girone finale A (promozione)

#### Classifica
|  | Pos. | Squadra           | Pt       | G | V | N | P | GF | GS | QR |
|  | ---- | ----------------- | -------- | - | - | - | - | -- | -- | -- |
|  | 1.   | Peretola          | 6        | 4 | 2 | 0 | 0 | 11 | 3  |    |
|  | 2.   | C.M.A.S.A.        | 4        | 4 | 0 | 0 | 2 | 3  | 11 |    |
|  | 3.   | San Piero Agliana | 2        | 4 | 1 | 0 | 3 | 4  | 16 |    |
|  | --   | Marmitalia        | Ritirato |   |   |   |   |    |    |    |

Legenda:
      Ammesso alla finalissima.
      Promosso in Prima Divisione 1939-1940.
Regolamento:
Due punti a vittoria, uno a pareggio, zero a sconfitta.
Quoziente reti in caso di pari punti, per qualsiasi posizione di classifica.

### Girone finale B (riserve)
- Pisa (C)
- Prato (B)

#### Verdetti
- Il Prato B rinuncia ed il Pisa C è ammesso alla finalissima per il titolo.

### Finalissima per il titolo
|          | Risultati |          | Luogo e data            |
| -------- | --------- | -------- | ----------------------- |
| Pisa C   | 3 - 7     | Peretola | Pisa, 8 giugno 1939     |
| Peretola | 2 - 3     | Pisa C   | Firenze, 11 giugno 1939 |
|          |           |          |                         |

#### Verdetti
- Il Peretola è campione toscano di Seconda Divisione per il miglior quoziente reti ed promosso in Prima Divisione 1939-1940.

## Marche
Direttorio IX Zona (Marche).

### Girone A

#### Squadre partecipanti
| Squadra                                            | Città (provincia) | Stagione precedente |
| -------------------------------------------------- | ----------------- | ------------------- |
| S.P. del Littorio Alma Juventus Fano (B = riserve) | Fano (PS)         |                     |
| Filottrano                                         | Filottrano (AN)   |                     |
| G.I.L. (Comando Giovani Fascisti) (1°)             | Fermo (AP)        |                     |
| A.S. Jesi (B = riserve)                            | Jesi (AN)         |                     |
| Vis Pesaro (B = riserve)                           | Pesaro            |                     |

### Girone B

#### Squadre partecipanti
| Squadra                     | Città (provincia)   | Stagione precedente |
| --------------------------- | ------------------- | ------------------- |
| S.S. Castelraimondo         | Castelraimondo (MC) |                     |
| Cingoli                     | Cingoli (MC)        |                     |
| A.S. Fabriano (B = riserve) | Fabriano (AN)       |                     |
| A.C. Macerata (B = riserve) | Macerata            |                     |
| S.S. Matelica (B = riserve) | Matelica (MC)       |                     |
| U.S. Tolentino              | Tolentino (MC)      |                     |

### Girone C

#### Squadre partecipanti
| Squadra                           | Città (provincia)             | Stagione precedente |
| --------------------------------- | ----------------------------- | ------------------- |
| S.S. Ascoli (B = riserve)         | Ascoli Piceno                 |                     |
| F.G.C. Sant'Elpidio               | Sant'Elpidio a Mare (AP)      |                     |
| S.S. Osimana                      | Osimo (AN)                    |                     |
| Porto Recanati                    | Porto Recanati (MC)           |                     |
| Recanati                          | Recanati (MC)                 |                     |
| S.S. Sambenedettese (B = riserve) | San Benedetto del Tronto (AP) |                     |

## Umbria
Direttorio X Zona (Umbria).

## Lazio
Direttorio XI Zona (Lazio).

### Girone unico

#### Squadre partecipanti
| Squadra                              | Città (provincia)      | Stagione precedente |
| ------------------------------------ | ---------------------- | ------------------- |
| A.S. Alba (B = riserve)              | Roma                   |                     |
| A.S. Ardita Frecce Nere              | Roma-San Lorenzo       |                     |
| G.S. Benzoni                         | Roma-Garbatella        |                     |
| Dop. Civitacastellana                | Civita Castellana (VT) |                     |
| U.S. Civitavecchiese (B = riserve)   | Civitavecchia (RM)     |                     |
| G.S. Cynthia                         | Genzano di Roma (RM)   |                     |
| G.S. Frascati                        | Frascati (RM)          |                     |
| G.I.L. Gaeta                         | Gaeta (LT)             |                     |
| O.N.D. G.S. Giovinezza               | Civitavecchia (RM)     |                     |
| G.S. Istituto Case Popolari (I.C.P.) | Roma-Garbatella        |                     |
| A.S.D. Tuscania                      | Tuscania (VT)          |                     |

#### Classifica finale
|  | Pos. | Squadra                | Pt | G  | V  | N  | P  | GF | GS | QR    |
|  | ---- | ---------------------- | -- | -- | -- | -- | -- | -- | -- | ----- |
|  | 1.   | Civitavecchiese B      | 30 | 20 | 13 | 4  | 3  | 65 | 22 | 2,954 |
|  | 2.   | GIL Gaeta              | 30 | 20 | 13 | 4  | 3  | 41 | 15 | 2,733 |
|  | 3.   | Dop. Civita Castellana | 27 | 20 | 10 | 7  | 3  | 36 | 23 |       |
|  | 4.   | Frascati               | 23 | 20 | 9  | 5  | 6  | 23 | 18 |       |
|  | 5.   | Giovinezza Civitav.    | 22 | 20 | 6  | 10 | 4  | 17 | 15 | 1,133 |
|  | 6.   | Benzoni (-1)           | 22 | 20 | 10 | 3  | 7  | 35 | 31 | 1,129 |
|  | 7.   | Cynthia                | 16 | 20 | 5  | 6  | 9  | 26 | 25 | 1,040 |
|  | 8.   | Ardita Frecce Nere     | 16 | 20 | 4  | 8  | 8  | 25 | 42 | 0,595 |
|  | 9.   | Alba Roma B            | 11 | 20 | 3  | 5  | 12 | 14 | 28 | 0,500 |
|  | 10.  | Tuscania (-1)          | 11 | 20 | 4  | 4  | 12 | 16 | 40 | 0,400 |
|  | 11.  | ICP Garbatella         | 10 | 20 | 3  | 4  | 13 | 20 | 36 |       |

Legenda:
      Campione Laziale di Seconda Divisione.
      Promosso in Prima Divisione 1939-1940.
Regolamento:
Due punti a vittoria, uno a pareggio, zero a sconfitta.
Quoziente reti in caso di pari punti, per qualsiasi posizione di classifica.
Note:
Benzoni e Tuscania hanno scontato 1 punto di penalizzazione in classifica per una rinuncia.

## Abruzzi
Direttorio XII Zona (Abruzzi).

## Campania
Direttorio XIII Zona (Campania).

### Girone A

#### Squadre partecipanti
| Squadra                    | Città (provincia)           | Stagione precedente |
| -------------------------- | --------------------------- | ------------------- |
| F.G.C. Angri               | Angri (SA)                  |                     |
| Baia                       | Baia (NA)                   |                     |
| F.G.C. Pompei              | Pompei (NA)                 |                     |
| S.S. Portici (B = riserve) | Portici (NA)                |                     |
| Torre del Greco            | Torre del Greco (NA)        |                     |
| San Giuseppe Vesuviano     | San Giuseppe Vesuviano (NA) |                     |
| U.S. Scafatese             | Scafati (SA)                |                     |

#### Classifica finale
|  | Pos. | Squadra     | Pt | G | V | N | P | GF | GS | QR    |
|  | ---- | ----------- | -- | - | - | - | - | -- | -- | ----- |
|  | 1.   | Sconosciuta | ?  | ? | ? | ? | ? | ?  | ?  | ?,??? |
|  | 2.   | Scafatese   | ?  | ? | ? | ? | ? | ?  | ?  | ?,??? |
|  | 3.   | Sconosciuta | ?  | ? | ? | ? | ? | ?  | ?  | ?,??? |
|  | 4.   | Sconosciuta | ?  | ? | ? | ? | ? | ?  | ?  | ?,??? |
|  | 5.   | Sconosciuta | ?  | ? | ? | ? | ? | ?  | ?  | ?,??? |
|  | 6.   | Sconosciuta | ?  | ? | ? | ? | ? | ?  | ?  | ?,??? |
|  | 7.   | Sconosciuta | ?  | ? | ? | ? | ? | ?  | ?  | ?,??? |

Legenda:
      Ammesso alle finali regionali.
Regolamento:
Due punti a vittoria, uno a pareggio, zero a sconfitta.
Quoziente reti in caso di pari punti, per qualsiasi posizione di classifica.
Verdetti
- Pompei, Sangiuseppese e Scafatese qualificate al girone finale.

### Girone B

#### Squadre partecipanti
| Squadra                           | Città (provincia)             | Stagione precedente |
| --------------------------------- | ----------------------------- | ------------------- |
| Dopolavoro Ferroviario Campobasso | Campobasso                    |                     |
| F.G. Giugliano                    | Giugliano in Campania (NA)    |                     |
| U.S. Gladiator                    | Santa Maria Capua Vetere (NA) |                     |
| A.C. Napoli (C = allievi)         | Napoli                        |                     |
| A.C. Nola (B = riserve)           | Nola (NA)                     |                     |
| G.I.L. Pozzuoli                   | Pozzuoli (NA)                 |                     |
| Savino                            | Saviano (NA)                  |                     |
| Secondigliano                     | Napoli                        |                     |

#### Classifica finale
|  | Pos. | Squadra       | Pt | G  | V  | N | P | GF | GS | QR    |
|  | ---- | ------------- | -- | -- | -- | - | - | -- | -- | ----- |
|  | 1.   | Gladiator     | 22 | 14 | 10 | 2 | 2 | ?  | ?  | ?,??? |
|  | 2.   | Giugliano     | 19 | 14 | 9  | 1 | 4 | ?  | ?  | ?,??? |
|  | 3.   | Napoli C      | 18 | 14 | 8  | 2 | 4 | ?  | ?  | ?,??? |
|  | 4.   | GIL Pozzuoli  | 16 | 14 | 6  | 4 | 4 | ?  | ?  | ?,??? |
|  | 5.   | Campobasso    | 15 | 14 | 6  | 3 | 5 | ?  | ?  | ?,??? |
|  | 6.   | Savino        | 11 | 14 | 4  | 3 | 7 | ?  | ?  | ?,??? |
|  | 7.   | Secondigliano | 10 | 14 | 4  | 3 | 7 | ?  | ?  | ?,??? |
|  | 8.   | Nola B (-1)   | 0  | ?  | ?  | ? | ? | ?  | ?  | ?,??? |

Legenda:
      Ammesso alle finali regionali.
Regolamento:
Due punti a vittoria, uno a pareggio, zero a sconfitta.
Quoziente reti in caso di pari punti, per qualsiasi posizione di classifica.
- Il Nola B viene escluso al termine del girone d'andata.

Verdetti
- Gladiator, Giugliano e Napoli C qualificate al girone finale.
- Il Napoli C rinuncia successivamente a disputare il girone finale.

### Girone finale

#### Squadre partecipanti
- Giugliano
- Gladiator
- F.G.C. Pompei
- San Giuseppe Vesuviano
- Scafatese

Verdetti
- Scafatese campione regionale ed è promossa in Prima Divisione.

## Puglia
Direttorio XIV Zona (Puglia).

### Girone A

#### Squadre partecipanti
| Squadra                               | Città (provincia)  | Stagione precedente |
| ------------------------------------- | ------------------ | ------------------- |
| U.S. Foggia (C=allievi)               | Foggia             |                     |
| S.S. G.I.L. Cerignola                 | Cerignola (FG)     |                     |
| S.S. G.I.L. "M. Falcone"              | Foggia             |                     |
| S.S. G.I.L. Ortanova                  | Orta Nova (FG)     |                     |
| S.S. G.I.L. Torremaggiore sez. calcio | Torremaggiore (FG) |                     |
| A.S. Manfredonia (B = riserve)        | Manfredonia (FG)   |                     |
| S.S. G.I.L. San Severo                | San Severo (FG)    |                     |
| S.S. G.I.L. Serracapriola             | Serracapriola (FG) |                     |

#### Classifica finale
|  | Pos. | Squadra                | Pt | G  | V | N | P | GF | GS | QR    |
|  | ---- | ---------------------- | -- | -- | - | - | - | -- | -- | ----- |
|  | 1.   | Foggia C               | 19 | 14 | 8 | 3 | 3 | 33 | 10 |       |
|  | 2.   | San Severo             | 18 | 14 | 8 | 2 | 4 | 31 | 12 | 2,583 |
|  | 2.   | GIL Ortanova           | 18 | 14 | 9 | 0 | 5 | 17 | 14 | 1,214 |
|  | 4.   | M. Falcone             | 16 | 14 | 6 | 4 | 4 | 15 | 15 | 1,000 |
|  | 4.   | Manfredonia B          | 16 | 14 | 6 | 4 | 4 | 13 | 14 | 0,928 |
|  | 6.   | Serracapriola          | 9  | 14 | 3 | 3 | 8 | 13 | 25 |       |
|  | 7.   | GIL Torremaggiore (-3) | 6  | 14 | 3 | 3 | 8 | 10 | 22 | 0,454 |
|  | 8.   | GIL Cerignola (-1)     | 6  | 14 | 2 | 3 | 9 | 13 | 33 | 0,393 |

Legenda:
      Ammesso alle finali regionali.
Regolamento:
Due punti a vittoria, uno a pareggio, zero a sconfitta.
Quoziente reti in caso di pari punti, per qualsiasi posizione di classifica.
Note:
GIL Cerignola ha scontato 1 punto di penalizzazione in classifica per una rinuncia.
GIL Torremaggiore ha scontato 3 punti di penalizzazione in classifica per tre rinunce.

### Girone B

#### Squadre partecipanti
| Squadra                         | Città (provincia) | Stagione precedente |
| ------------------------------- | ----------------- | ------------------- |
| S.S. Armando Diaz (B = riserve) | Bisceglie (BA)    |                     |
| S.S. Barletta                   | Barletta (BA)     |                     |
| S.S. N.U.F. Giovinazzo          | Giovinazzo (BA)   |                     |
| S.S. Impero                     | Corato (BA)       |                     |
| Molfetta Sportiva (B = riserve) | Molfetta (BA)     |                     |
| S.S. N.U.F. Molfetta            | Molfetta (BA)     |                     |
| S.S. N.U.F. Andria              | Andria (BA)       |                     |
| U.S. Terlizzi                   | Terlizzi (BA)     |                     |
| S.S. Trani (B = riserve)        | Trani (BA)        |                     |

#### Classifica finale
|  | Pos. | Squadra        | Pt | G  | V  | N | P  | GF | GS | QR    |
|  | ---- | -------------- | -- | -- | -- | - | -- | -- | -- | ----- |
|  | 1.   | Barletta       | 26 | 16 | 12 | 2 | 2  | 37 | 11 |       |
|  | 2.   | Molfetta B     | 25 | 16 | 11 | 3 | 2  | 22 | 11 |       |
|  | 3.   | Terlizzi       | 18 | 16 | 6  | 6 | 4  | 26 | 16 |       |
|  | 4.   | Impero Corato  | 16 | 16 | 8  | 0 | 8  | 21 | 19 |       |
|  | 5.   | Armando Diaz B | 13 | 16 | 5  | 3 | 8  | 22 | 23 | 0,956 |
|  | 6.   | NUF Andria     | 13 | 16 | 4  | 5 | 7  | 28 | 32 | 0,875 |
|  | 7.   | NUF Molfetta   | 12 | 16 | 5  | 2 | 9  | 20 | 26 |       |
|  | 8.   | Trani B (-1)   | 11 | 16 | 4  | 4 | 8  | 11 | 31 |       |
|  | 9.   | Giovinazzo     | 9  | 16 | 4  | 1 | 11 | 16 | 34 |       |

Legenda:
      Ammesso alle finali regionali.
Regolamento:
Due punti a vittoria, uno a pareggio, zero a sconfitta.
Quoziente reti in caso di pari punti, per qualsiasi posizione di classifica.
Note:
Trani B ha scontato 1 punto di penalizzazione in classifica per una rinuncia.

### Girone C

#### Squadre partecipanti
| Squadra               | Città (provincia) | Stagione precedente |
| --------------------- | ----------------- | ------------------- |
| U.S. Ardita           | Bari              |                     |
| S.S. G.I.L. Carbonara | Bari-Carbonara    |                     |
| S.S. N.U.F. Grumo     | Grumo Appula (BA) |                     |
| S.S. G.I.L. Modugno   | Modugno (BA)      |                     |
| S.S. G.I.L. Mola      | Mola di Bari (BA) |                     |
| S.S. G.I.L. Monopoli  | Monopoli (BA)     |                     |
| U.P. Sorci Verdi      | Putignano (BA)    |                     |

#### Classifica finale
|  | Pos. | Squadra          | Pt | G  | V | N | P | GF | GS | QR    |
|  | ---- | ---------------- | -- | -- | - | - | - | -- | -- | ----- |
|  | 1.   | GIL Carbonara    | 20 | 12 | 9 | 2 | 1 | 28 | 7  |       |
|  | 2.   | Ardita           | 14 | 12 | 6 | 2 | 4 | 16 | 17 |       |
|  | 3.   | GIL Modugno      | 13 | 12 | 5 | 3 | 4 | 17 | 10 | 1,700 |
|  | 4.   | GIL Mola         | 13 | 12 | 6 | 1 | 5 | 14 | 11 | 1,272 |
|  | 4.   | NUF Grumo        | 9  | 12 | 3 | 3 | 6 | 22 | 22 |       |
|  | 6.   | Sorci Verdi (-1) | 7  | 12 | 3 | 2 | 7 | 10 | 25 | 0,400 |
|  | 6.   | GIL Monopoli     | 7  | 12 | 2 | 3 | 7 | 11 | 28 | 0,393 |

Legenda:
      Ammesso alle finali regionali.
Regolamento:
Due punti a vittoria, uno a pareggio, zero a sconfitta.
Quoziente reti in caso di pari punti, per qualsiasi posizione di classifica.
Note:
Sorci Verde ha scontato 1 punto di penalizzazione in classifica per una rinuncia.

### Girone D

#### Squadre partecipanti
| Squadra                           | Città (provincia)          | Stagione precedente |
| --------------------------------- | -------------------------- | ------------------- |
| Avio Sport                        | Brindisi                   |                     |
| Dop. Comunale Cellino San Marco   | Cellino San Marco (BR)     |                     |
| A.S. Francavilla                  | Francavilla Fontana (BR)   |                     |
| A.S. Combi                        | Massafra (TA)              |                     |
| S.S. G.I.L. Mesagne               | Mesagne (BR)               |                     |
| U.S. Manduria                     | Manduria (TA)              |                     |
| S.S. G.I.L. San Vito dei Normanni | San Vito dei Normanni (BR) |                     |
| S.S. G.I.L. Ostuni                | Ostuni (BR)                |                     |
| U.S. Pro Italia (B = riserve)     | Taranto                    |                     |

#### Classifica finale
|  | Pos. | Squadra                  | Pt       | G  | V  | N | P  | GF | GS | QR    |
|  | ---- | ------------------------ | -------- | -- | -- | - | -- | -- | -- | ----- |
|  | 1.   | Pro Italia B             | 22       | 14 | 10 | 2 | 2  | 41 | 10 |       |
|  | 2.   | Avio Sport               | 17       | 14 | 8  | 1 | 5  | 36 | 18 |       |
|  | 3.   | Combi Massafra (-1)      | 16       | 14 | 7  | 3 | 4  | 16 | 20 | 0,800 |
|  | 4.   | Cellino San Marco        | 16       | 14 | 7  | 2 | 5  | 20 | 26 | 0,769 |
|  | 4.   | Manduria                 | 15       | 14 | 7  | 1 | 6  | 25 | 20 |       |
|  | 6.   | GIL Mesagne              | 12       | 14 | 6  | 0 | 8  | 24 | 28 |       |
|  | 7.   | Francavilla Fontana (-2) | 9        | 14 | 5  | 1 | 8  | 15 | 30 |       |
|  | 8.   | GIL San Vito (-2)        | 0        | 14 | 1  | 0 | 13 | 9  | 39 |       |
|  | --   | GIL Ostuni               | Ritirata |    |    |   |    |    |    |       |

Legenda:
      Ammesso alle finali regionali.
Regolamento:
Due punti a vittoria, uno a pareggio, zero a sconfitta.
Quoziente reti in caso di pari punti, per qualsiasi posizione di classifica.
Note:
Massafrese ha scontato 1 punto di penalizzazione in classifica per una rinuncia.
Francavilla Fontana e GIL San Vito hanno scontato 2 punti di penalizzazione in classifica per due rinunce.

### Girone E

#### Squadre partecipanti
| Squadra                | Città (provincia) | Stagione precedente |
| ---------------------- | ----------------- | ------------------- |
| S.S. G.I.L. Casarano   | Casarano (LE)     |                     |
| S.S. G.I.L. Maglie     | Maglie (LE)       |                     |
| S.S. G.I.L. "M. Nacci" | Lecce             |                     |
| S.S. G.I.L. Nardò      | Nardò (LE)        |                     |
| S.S. G.I.L. Otranto    | Otranto (LE)      |                     |
| U.S. Pro Italia        | Galatina (LE)     |                     |
| S.S. G.I.L. Sannicola  | Sannicola (LE)    |                     |
| S.S. G.I.L. Taviano    | Taviano (LE)      |                     |
| S.S. G.I.L. Trepuzzi   | Trepuzzi (LE)     |                     |
| S.S. G.I.L. Tricase    | Tricase (LE)      |                     |

#### Classifica finale
|  | Pos. | Squadra                  | Pt      | G  | V  | N | P  | GF | GS | QR    |
|  | ---- | ------------------------ | ------- | -- | -- | - | -- | -- | -- | ----- |
|  | 1.   | Nacci Lecce              | 27      | 17 | 13 | 1 | 3  | 50 | 14 | 3,571 |
|  | 2.   | GIL Maglie               | 27      | 17 | 13 | 1 | 3  | 48 | 17 | 2,823 |
|  | 3.   | Pro Italia Galatina (-1) | 18      | 17 | 9  | 1 | 7  | 39 | 21 | 1,857 |
|  | 4.   | GIL Nardò (-2)           | 18      | 17 | 9  | 2 | 6  | 28 | 18 | 1,555 |
|  | 5.   | GIL Tricase              | 17      | 17 | 8  | 1 | 8  | 21 | 35 |       |
|  | 6.   | GIL Sannicola (-2)       | 15      | 17 | 7  | 3 | 7  | 31 | 29 |       |
|  | 7.   | GIL Taviano (-2)         | 10      | 17 | 5  | 2 | 10 | 21 | 29 |       |
|  | 8.   | GIL Trepuzzi (-1)        | 7       | 17 | 4  | 0 | 13 | 17 | 52 |       |
|  | 9.   | GIL Otranto (-3)         | 4       | 17 | 3  | 1 | 13 | 13 | 57 |       |
|  | --   | GIL Casarano             | Esclusa |    |    |   |    |    |    |       |

Legenda:
      Ammesso alle finali regionali.
Regolamento:
Due punti a vittoria, uno a pareggio, zero a sconfitta.
Quoziente reti in caso di pari punti, per qualsiasi posizione di classifica.
Note:
Pro Italia e GIL Trepuzzi hanno scontato 1 punto di penalizzazione in classifica per una rinuncia.
GIL Nardò, GIL Sannicola e GIL Taviano hanno scontato 2 punti di penalizzazione in classifica per due rinunce.
GIL Otranto ha scontato 3 punti di penalizzazione in classifica per tre rinunce.

### Finali per il titolo regionale
|            | Risultati |            | Luogo e data                      |
| ---------- | --------- | ---------- | --------------------------------- |
| Carbonara  | 0 - 0     | San Severo | Carbonara di Bari, 18 giugno 1939 |
| Maglie     | 2 - 1     | Nacci      | Maglie, 18 giugno 1939            |
|            |           |            |                                   |
| San Severo | 3 - 1     | Carbonara  | San Severo, 25 giugno 1939        |
| Nacci      | 3 - 2     | Maglie     | Lecce, 25 giugno 1939             |
|            |           |            |                                   |

Verdetti:
- San Severo ammessa alla finalissima.
- Maglie ammessa alla finalissima per sorteggio.

### Finalissima
|            | Risultati |            | Luogo e data              |
| ---------- | --------- | ---------- | ------------------------- |
| San Severo | 3 - 1     | Maglie     | San Severo, 2 luglio 1939 |
| Maglie     | 3 - 1     | San Severo | Maglie, 9 luglio 1939     |
|            |           |            |                           |
| Maglie     | 1 - 0     | San Severo | Molfetta, 16 luglio, 1939 |
|            |           |            |                           |

Verdetti:
- GIL Maglie campione regionale pugliese.

Direttorio XV Zona (Lucania).
Non fu organizzato alcun campionato a livello Federale, ma solo dei tornei locali.

## Calabria
Direttorio XVI Zona (Calabria).

## Sicilia
Direttorio XVII Zona (Sicilia).

### Girone unico
| Squadra                      | Città (provincia) | Stagione precedente |
| ---------------------------- | ----------------- | ------------------- |
| G.I.L. A.S. Carini           | Carini (PA)       |                     |
| G.R. Casalini                | Palermo           |                     |
| U.S. Diana                   | Palermo           |                     |
| A.C. Indomita                | Palermo           |                     |
| U.S. Juventina (B = riserve) | Palermo           |                     |
| A.C. Panormita               | Palermo           |                     |
| Pirandello (B = riserve)     | Palermo           |                     |
| Dop. Postelegrafonici        | Palermo           |                     |

#### Classifica finale
|  | Pos. | Squadra               | Pt | G  | V | N | P | GF | GS | QR    |
|  | ---- | --------------------- | -- | -- | - | - | - | -- | -- | ----- |
|  | 1.   | Juventina Palermo B   | 23 | 14 |   |   |   |    |    |       |
|  | 2.   | Carini                | 21 | 14 |   |   |   |    |    |       |
|  | 3.   | Indomita              | 20 | 14 |   |   |   |    |    |       |
|  | 4.   | Panormita (-2)        | 12 | 14 |   |   |   |    |    |       |
|  | 5.   | Postelegrafonici (-1) | 10 | 14 |   |   |   |    |    |       |
|  | 6.   | Pirandello B          | 6  | 14 |   |   |   |    |    | ?,??? |
|  | 7.   | Diana (-2)            | 6  | 14 |   |   |   |    |    | ?,??? |
|  | 8.   | Casalini (-2)         | 5  | 14 |   |   |   |    |    |       |

Legenda:
      Campione regionale siciliano.
Regolamento:
Due punti a vittoria, uno a pareggio, zero a sconfitta.
Quoziente reti in caso di pari punti, per qualsiasi posizione di classifica.
Note:
Postelegrafonici ha scontato 1 punto di penalizzazione in classifica per una rinuncia.
Panormita, Diana e Casalini hanno scontato 2 punti di penalizzazione in classifica per due rinunce.

## Sardegna
Direttorio XVIII Zona (Sardegna).

## Tripolitania
Direttorio XIX Zona (Tripolitania).

### Girone unico
- G.I.L., Tripoli
- Sabauda (squadra B), Tripoli
- Sabauda (squadra C), Tripoli

## Cirenaica
Direttorio XX Zona (Cirenaica).

## Somalia
Direttorio XXI Zona (Somalia).

## Egeo-Rodi
Direttorio XXII Zona (Egeo).

## Eritrea
Direttorio XXIII Zona (Eritrea).

## Harar
Direttorio XXIV Zona (Harar).

## Amara
Direttorio XXV Zona (Amara).

## Scioa
Direttorio XXVI Zona (Scioa).

## Galla e Sidama
Direttorio XXVII Zona (Galla e Sidama).

### Giornali
- Il Littoriale, anni 1938 e 1939 dal sito dell'Emeroteca del CONI.
- Il Solco Fascista, anni 1938 e 1939 dal sito della Biblioteca Panizzi di Reggio Emilia Archiviato il 2 aprile 2012 in Internet Archive..
- La Gazzetta del Mezzogiorno, anni 1938 e 1939.
- Gazzetta di Venezia, anni 1938 e 1939 dal sito della Biblioteca nazionale centrale di Roma.
- Il Telegrafo, di Livorno, anni 1938 e 1939, consultabile online.
- La Provincia d'Aosta, di Aosta, anni 1938 e 1939, consultabile online.
- L'Ora, di Palermo, anni 1938 e 1939, consultabile online.
- Il Piccolo, di Trieste, anni 1938 e 1939, consultabile online.

### Libri
- Paolo Buonanno, 85 anni di calcio a Giugliano, Una storia in gialloblu, Giugliano in Campania, Abbiabbè, 2013,  pp. 47-48.
- Imo Moi, Silvano Todeschini e Marco Vallicelli, Biancoblù. Un secolo di calcio sermidese, Sermide, Sermidiana Edizioni, 2016,  pp. 80-81.